# Granja en Provenza
Granja en Provenza es un óleo sobre lienzo realizado por el pintor holandés Vincent van Gogh en Arlés en 1888, se conserva en el Galería Nacional de Arte de Washington D. C.

## Descripción
Inspirado en parte por Adolphe Monticelli, Van Gogh, que tenía entonces 35 años, buscó en la Provenza expandir más su habilidad y experiencia pictóricas. Esta zona era claramente distinta a París o a los Países Bajos, con un clima más cálido y seco, un terreno variado con altiplanicies y montañas; y Vincent allí encontró "Un brillo y una luz que borraban los detalles y simplificaban las formas, reduciendo el mundo a un patrón que admiraba de las estampas japonesas", y donde "el sol destacaba los contornos y reducía matices de color a unos pocos contraste vívidos".
Fue un tiempo realmente prolífico para él, en menos de 444 días pintó alrededor de 100 dibujos y más de 200 cuadros. Y además escribió más de 200 cartas.